# Pelonoska hluchavková
Pelonoska hluchavková (Anthophora plumipes) je druh blanokřídlého hmyzu, samotářsky žijící včely, z čeledi včelovití (Apidae). Dospělý hmyz létá již na počátku roku (březen-červen) a je často viděn na kopřivách, nebo hluchavkách. Pelonoska je typická zední včela, samice buduje pro své potomstvo příbytky ve zdech, stejně jako v útesech z hlíny a spraše. Pro husté ochlupení se poněkud podobá čmeláku.